# ضریب تبدیل
ضریب تبدیل(به انگلیسی: Conversion factor) عدد یا مقداری است که با ضرب آن در یک یکا از یک کمیت، به یکا دیگری از آن کمیت دست می یابیم. مثلاً یک روز ۲۴ ساعت دارد. پس برای تبدیل روزها به ساعت می‌باید روز در عدد ۲۴ ضرب شود. در این جا ۲۴ یک ضریب تبدیل است.